# Ceratolauxania scripta
Ceratolauxania scripta är en tvåvingeart som först beskrevs av Malloch 1927.  Ceratolauxania scripta ingår i släktet Ceratolauxania och familjen lövflugor. Inga underarter finns listade i Catalogue of Life.